# Clutia virgata
Clutia virgata là một loài thực vật có hoa trong họ Peraceae. Loài này được Pax & K.Hoffm. mô tả khoa học đầu tiên năm 1911.